# Каракоз, Марк Трофимович
Марк Трофимович Каракоз (24 января 1903, Киев — 18 октября 1991, Москва) — советский и польский военачальник, генерал-лейтенант Советской армии (1946 год) и генерал дивизии Войска Польского.

## Начальная биография
Марк Трофимович Каракоз родился 24 января 1903 года в Киеве.
Работал учеником в экспедиции и наборщиком в типографии «Киевских губернских ведомостей», а с 1916 года — мастером в мастерских по ремонту пишущих машин в Киеве.

## Военная служба

### Гражданская войны
15 марта 1921 года призван в ряды РККА и направлен на учёбу на 15-е Киевские командные пехотные курсы, в составе которых осенью принимал участие в боевых действиях против Хмары и Ю. О. Тютюнника на территории Каменец-Подольской губернии. Не окончив обучения, М. Т. Каракоз в декабре был демобилизован, после чего работал на заводе «Утильвоенмет» в Киеве.

### Межвоенное время
В октябре 1923 года повторно призван в ряды РККА и направлен на учёбу в 7-ю Казанскую пехотную школу, которая весной 1924 года передислоцирована в Краснодар, где осенью была расформирована, а М. Т. Каракоз переведён в Тифлисскую пехотную школу. После окончания учёбы в октябре 1926 года направлен в 69-й стрелковый полк (23-я стрелковая дивизия, Украинский военный округ), где служил на должностях командира стрелкового взвода и взвода полковой школы, помощника командира и командира роты. В ноябре 1931 года назначен на должность начальника и политрука полковой школы 238-го стрелкового полка (80-я стрелковая дивизия), дислоцированного в Мариуполе.
В апреле 1933 года Каракоз направлен на учёбу в Военную академию имени М. В. Фрунзе, которую в ноябре 1936 года окончил по 1-му разряду, после чего назначен на должность начальника штаба 4-го территориального зенитно-пулемётного полка, дислоцированного в Киеве, в феврале 1938 года — на должность начальника 1-го отделения штаба пункта ПВО, в июле того же года — на должность начальника штаба 3-й дивизии ПВО, а в июне 1939 года — на должность начальника 1-го отдела управления войск ПВО Красной Армии.
В октябре 1940 года направлен на учёбу в Военную академию Генерального штаба РККА.

### Великая Отечественная война
С началом войны М. Т. Каракоз был досрочно выпущен и 5 июля 1941 года назначен на должность начальника штаба 3-го корпуса ПВО Закавказской зоны ПВО, который в ноябре был переименован в Бакинский корпусной район ПВО, а в мае 1942 года преобразован в Бакинскую армию ПВО (Закавказская зона ПВО), где Каракоз был назначен на должность начальника штаба армии.
С 17 ноября 1942 года командовал 416-й стрелковой дивизией (Закавказский фронт), которая вела оборонительные боевые действия на участке от устья реки Терек до Гудермеса, а затем наступала на моздокском направлении. 16 марта 1943 года Марку Трофимовичу Каракозу присвоено звание «Генерал-майор».
11 декабря 1943 года назначен на должность командира 402-й стрелковой дивизии, которая перформировывалась в г. Грозный. 25 апреля 1944 года назначен заместителем командира 13-го стрелкового корпуса, который прикрывал побережье Чёрного моря от Батуми до Лазаревского. 30 августа назначен командиром этого же корпуса.
В связи с созданием 1-й армии Войска Польского и усилении Народного Войска Польского генерал-майор Марк Трофимович Каракоз 26 октября 1944 года зачислен в её ряды, где назначен на должность заместителя командующего армии по тылу, после чего принимал участие в боевых действиях в ходе Висло-Одерской, Варшавско-Познанской, Восточно-Померанской и Берлинской наступательных операций, и освобождении Варшавы, Быдгоща, Кольберга и взятии Берлина.

### Послевоенная карьера
В сентябре 1945 года назначен на должность главного инспектора Войска Польского, а 17 ноября — на должность командующего Силезского военного округа. С 28 декабря того же года находился в распоряжении главнокомандующего Войском польским, а с марта 1946 года — в распоряжении Главного управления кадров НКО.
В июле 1946 года назначен на должность командира 8-й отдельной гвардейской стрелковой бригады (Московский военный округ), в марте 1947 года — на должность командира 13-й отдельной гвардейской стрелковой бригады.
В марте 1949 года переведён в Военную академию Генерального штаба, где назначен на должность старшего преподавателя, а в ноябре 1955 года — на должность заместителя начальника кафедры ПВО.
Генерал-лейтенант Марк Трофимович Каракоз 8 мая 1962 года вышел в запас. Занимался организацией встреч участников освобождения Польши. Умер 18 октября 1991 года в Москве.

## Семья
Жена по 1 браку — Качура Евдокия Михайловна, дочь — Каракоз, Валентина Марковна (Заслуженная артистка УССР), внук — Антонов-Дружинин, Виталий Павлович (член-корреспондент РАЕН).

## Награды
СССР
- Орден Ленина (20.06.1949);
- Три ордена Красного Знамени (03.11.1944, 06.04.1945, 21.08.1953);
- Орден Кутузова I степени (29.05.1945);
- Орден Отечественной войны I степени (06.04.1985);
- Орден Красной Звезды (08.05.1943);
  - Медали:
  - «За боевые заслуги» (28.10.1967);
  - «XX лет Рабоче-Крестьянской Красной Армии» (1938);
  - «За воинскую доблесть. В ознаменование 100-летия со дня рождения Владимира Ильича Ленина» (1970);
  - «За оборону Кавказа» (01.05.1944);
  - «За взятие Берлина» (09.06.1946);
  - «За освобождение Варшавы» (09.06.1945);
  - «За победу над Германией в Великой Отечественной войне 1941—1945 гг.» (1945);
  - «Двадцать лет Победы в Великой Отечественной войне 1941—1945 гг.»;
  - «Тридцать лет Победы в Великой Отечественной войне 1941—1945 гг.»;
  - «Сорок лет Победы в Великой Отечественной войне 1941—1945 гг.»;
  - «Ветеран Вооружённых Сил СССР» (1976);
  - «30 лет Советской Армии и Флота»;
  - «40 лет Вооружённых Сил СССР»;
  - «50 лет Вооружённых Сил СССР»;
  - «60 лет Вооружённых Сил СССР»;
  - «70 лет Вооружённых Сил СССР»[3].

Иностранные награды
- Золотой крест Ордена Virtuti Militari
- Серебряный крест Ордена Virtuti Militari
- Золотой Крест Заслуги
- Медаль «За Варшаву 1939—1945»
- Медаль «За Одру, Нису и Балтику»
- Медаль «Победы и Свободы»
- Медаль за участие в битвах за Берлин[уточнить]
- Медаль на страже мира[уточнить]